# Sedecías de Judá
Sedecías o Sedequías (en hebreo: צִדְקִיָּהוּ‎, romanizado: Tzidkiyahu, lit. 'Yahvé es mi justicia' o 'Yahvé es justo'; griego: Ζεδεκίας, Zedekías; latín: Sedecias)  es un personaje bíblico que fue el último rey de Judá antes de la destrucción de este reino a manos de los babilonios. Sedecías había sido nombrado rey por Nabucodonosor II, rey de Babilonia, tras el sitio de Jerusalén en 597 a. C., para suceder a su sobrino Joaquín.
Según William F. Albright el reinado de Sedecías comenzó en 606 a. C., mientras que E. R. Thiele apoya como fecha el 597 a. C. Según ambos, la caída de Jerusalén, que marca el final del reinado de este monarca, se produjo en 586 a. C. Sin embargo, pruebas más recientes fechan la caída de Jerusalén en 587 a. C.

## Biografía

### Relato bíblico
Sedecías era hijo de Josías y Hamutal, y su nombre originario era Matanías. Cuando Nabucodonosor II lo nombró rey tenía 21 años de edad. Solo obtuvo un reconocimiento parcial, pues algunos siguieron considerando rey a Joaquín, aunque estuviera en cautiverio, ya que durante el largo exilio en Babilonia, el pueblo judío, aunque separado, se mantuvo en contacto mediante la acción de los profetas, como Ezequiel, Jeremías y Daniel. El reinado de Sedecías contó con la oposición de los confusos y contradictorios profetas Hananias,  que predicaba el favor de Dios para enfrentarse a Babilonia, y Jeremías, que aconsejaba no hacerlo y anunciaba la destrucción del reino de Judá y de la ciudad de Jerusalén a manos de los babilonios. Sedecías optó por negarse a pagar tributo a Babilonia y buscó la alianza con Egipto.
Nabucodonosor entonces sitió Jerusalén hasta provocar su caída y destrucción en 587 a. C. y la esclavitud de los judíos. Sedecías y sus nobles huyeron de la ciudad, pero fueron apresados en los llanos de Jericó y llevados a Ribla, en la tierra de Hamat, donde se encontraba Nabucodonosor. Por orden de este, Sedecías presenció el degüello de sus hijos. También se ejecutó a los nobles y, finalmente, Sedecías fue cegado y llevado cautivo a Babilonia. El Templo de Jerusalén y el palacio real fueron incendiados, y se completó la segunda deportación a Babilonia. Judá quedó anexionada a la provincia babilónica de Samaria.

### Otras fuentes
Aparte de lo narrado en la Biblia, en las Crónicas Babilónicas se le hace también una referencia anónima. Las crónicas afirman:
El séptimo año [de Nabucodonosor II - 598 a. C.] en el mes de Quislev (Noviembre/Diciembre) el rey de Babilonia reunió a su ejército, y después de invadir la tierra de Hatti (Turquía / Siria) puso sitio a la ciudad de Judá. El segundo día del mes de Adar (16 de marzo) conquistó la ciudad y tomó prisionero al rey [e.g. Jeconías]. Instaló en su lugar a un rey [Sedequías] de su elección, y después de haber recibido un rico tributo, los envió a Babilonia.
Lo relatado en la crónica se corresponde con la narrativa de 2 Reyes 24:10-17.

## En el Libro de Mormón
La Biblia no menciona el nombre ni el número de los hijos de Sedecías, pero informa que fueron degollados, y que, salvo quienes fueron deportados a Babilonia, tampoco hubo sobrevivientes entre la nobleza. El Libro de Mormón, escrito en el siglo XIX pero basado supuestamente en documentos antiguos, sostiene que un hijo de Sedecías de nombre Mulek emigró a América con sus seguidores, quienes formaron un pueblo que vivió aislado durante tres siglos hasta ser encontrados por los nefitas entre el 279 y 130 a. C.Estas afirmaciones no son aceptadas por ningún historiador o arqueólogo, excepto aquellos que son miembros del movimiento de los Santos de los Últimos Días.
| Predecesor: Joaquín | Rey de Judá 597-587 a. C. | Sucesor: Fin de la monarquía de Judá. Comienza los gobernadores de Judá: Gedalías |